# Карпов, Сергей Поликарпович
Сергей Поликарпович Карпов (12 ноября 1924, Рыбное, Саратовская губерния — 3 мая 1945, Ортранд, Бранденбург) — советский гвардии старший сержант, командир расчёта миномётной роты 292-го гвардейского стрелкового полка, 97-й гвардейской стрелковой дивизии, 5-й гвардейской армии, 1-го Украинского фронта. Полный кавалер Ордена Славы.

## Биография
Родился в 1925 году в селе Рыбное в крестьянской семье. После получения неполного среднего образования работал на Вольском цементном заводе.
С 1942 года призван в ряды РККА и направлен в действующую армию — наводчик миномёта, командир расчёта миномётной роты 292-го гвардейского стрелкового полка 97-й гвардейской стрелковой дивизии (5-я гвардейская армия), воевал на 1-м Украинском фронте, участвовал во всех наступательных операциях своего полка и дивизии. За отвагу в боях 29 марта 1943 года был награждён медалью «За отвагу» и 3 октября 1943 года — орденом Красной Звезды.
21 марта 1944 года наводчик миномёта гвардии сержант С. П. Карпов в составе расчёта при форсировании реки Южный Буг к северо-западу от города Первомайска и в бою за село Токаровка поразил из миномёта две пулемётные точки противника и десять солдат. За это 5 мая 1944 года Указом Президиума Верховного Совета СССР С. П. Карпов был награждён Орденом Славы 3-й степени.
С 17 по 18 августа 1944 года командир расчёта 82-мм миномета гвардии старший сержант С. П. Карпов в районе восточнее города Буско-Здруй (Польша) при отражении танков и пехоты противника миномётным огнём подавил несколько огневых точек врага, истребил свыше взвода пехоты. 18 сентября 1944 года Указом Президиума Верховного Совета СССР С. П. Карпов был награждён Орденом Славы 2-й степени.
23 февраля 1945 года гвардии старший сержант С. П. Карпов во главе расчёта в бою за населённый пункт Вильмансдорф подавил миномётную батарею, уничтожил два пулемета противника с прислугой, чем содействовал выполнению боевой задачи. 27 июня 1945 года Указом Президиума Верховного Совета СССР С. П. Карпов был награждён Орденом Славы 1-й степени.
Погиб при выполнении боевого задания 3 мая 1945 года в Ортранде, Германия.

## Награды
- Орден Славы I степени (1945)
- Орден Славы II степени (1944)
- Орден Славы III степени (1944)
- Орден Красной Звезды (1943)
- Медаль «За отвагу» (СССР) (1943)
- Медаль «За оборону Сталинграда» (1942)